# باشگاه فوتبال هایدوک اسپلیت
باشگاه فوتبال هایدوک اسپلیت (انگلیسی: HNK Hajduk Split) باشگاه فوتبال در کشور کرواسی است.
این باشگاه که در شهر اسپلیت قرار دارد در سال ۱۹۱۱ میلادی تأسیس شده‌است و سابقه ۶ قهرمانی در لیگ برتر فوتبال کرواسی و ۶ قهرمانی در جام کرواسی را دارد.